# Avgorou
Avgorou (in greco Αυγόρου?, scritto anche Αβγόρου, localmente [afˈkoɾu]) è una comunità (in greco κοινότητα?, koinótita) di Cipro. Esso è situato nel comune di Ayia Napa, nel sud-ovest del distretto di Famagosta, a Cipro.

## Geografia fisica
Avgorou si trova vicino ai villaggi di Frenaros, Sotira, Liopetri e Ormidia.
Esso è uno dei sobborghi più grandi della zona di Famagosta. Esso si sviluppa a un'altezza di circa 40 metri sul livello del mare, vicino al distretto di Larnaca e a quello di Famagosta, e circa 6 km a nord del villaggio di Xylofagou. Avgorou è ancora collegata alla vecchia strada per Nicosia e confina con Dasaki Axnas, Xylofagou, Ormidia e Liopetri.

## Società

### Evoluzione Demografica

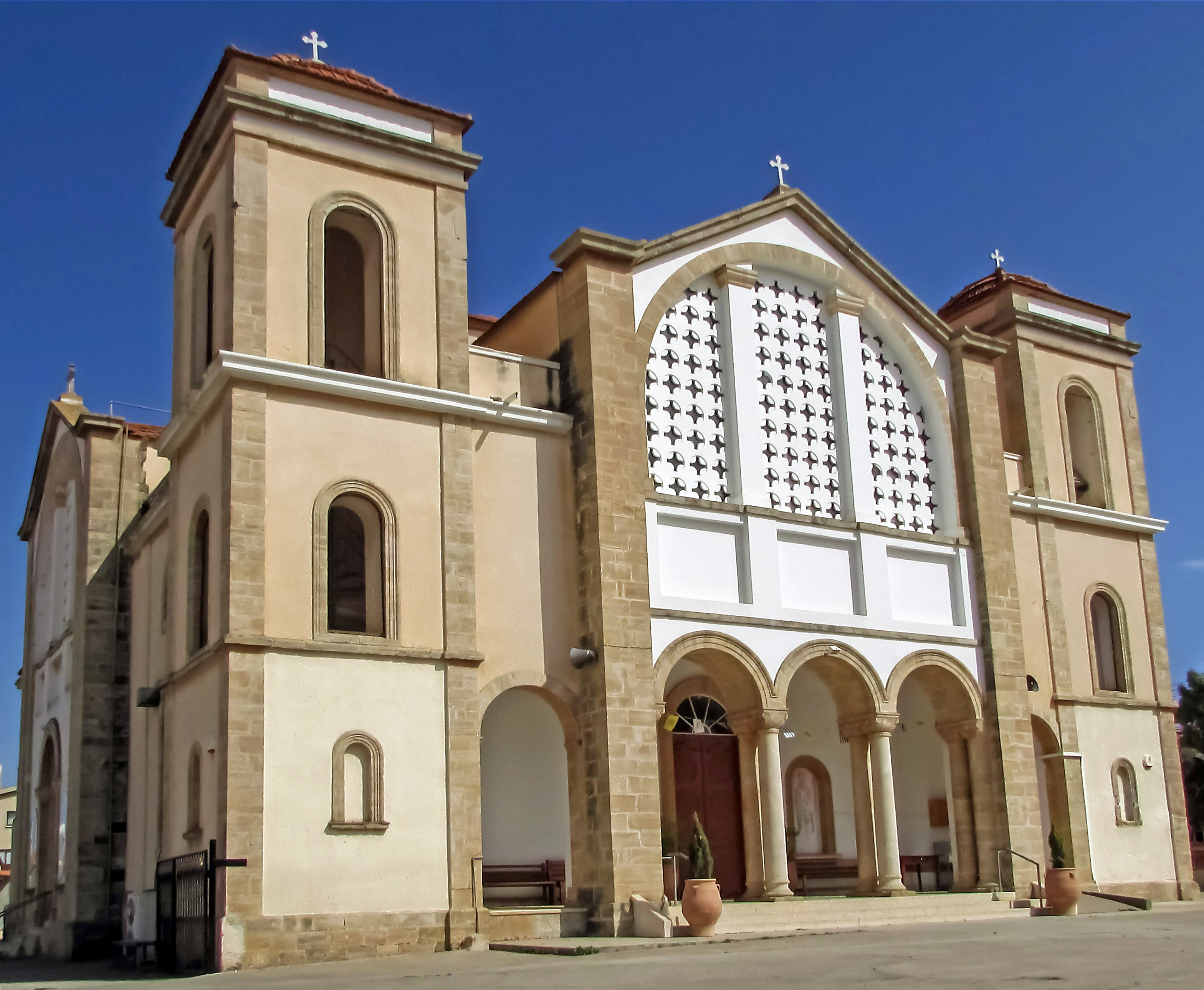
Chiesa di San Pietro e Paolo

La popolazione di Avgorou è di circa 6.000-6.500 persone di cui 4.500 sono locali e gli altri sono rifugiati dall'invasione turca del nord dell'isola nel 1974.

## Economia

### Agricoltura
Il colore del suolo di Augorou è rosso scuro e molto fertile, rendendo Avgorou una delle principali aree agricole e di allevamento di Famagosta. La maggior parte dei cittadini di Avgorou coltiva una varietà di patate, prodotti del pane come orzo, carote, ortaggi, robinie, ulivi e alcuni alberi da frutto.